# Maurice Hochepied
Maurice Louis Hochepied, né le 9 octobre 1881 à Lille et mort dans la même ville le 22 mars 1960, est un nageur et un joueur de water polo français. Son frère Victor pratique la natation.

## Carrière
Licencié au Triton Lillois, Maurice Hochepied participe aux épreuves de natation aux Jeux olympiques d'été de 1900 à Paris : en 200 m nage libre, il se classe cinquième, en 1 000 m nage libre et en 200 m avec obstacles, il termine septième, et en 200 m par équipes, il obtient une médaille d'argent. Durant ces mêmes Jeux, en water polo, il est éliminé en quarts de finale.